# Dólar de Borneo Septentrional
El dólar (en malayo: ringgit e inglés: dólar) fue la moneda de Borneo Septentrional desde 1882 hasta 1953. Se dividía en 100 centavos. El dólar se mantuvo a la par junto al dólar del Estrecho y su sucesor, el dólar malayo. En 1953 fue sustituido por el dólar de Malaya y Borneo. Tanto las monedas como los billetes los emitía la Compañía de Borneo Septentrional.
Durante el periodo de la ocupación japonesa (1942-1945) se emitieron billetes que iban desde el centavo a los 1000 dólares. Esta moneda fijó su tasa de cambio al yen a la par. Tras la guerra, el dinero emitido por los japoneses se declaró nulo y el dólar de Sarawak volvió a recuperar su valor frente a la libra esterlina en 2 chelines con 4 peniques.

## Monedas
Se acuñaron monedas de ½, 1, 2½, 5 y 25 centavos. Solamente la moneda de 25 centavos estaba acuñada en plata.
| Imagen | Denominación | Emisión   | Metal | Diámetro (mm) | Peso (g) | Anverso                            | Reverso                                             |
| ------ | ------------ | --------- | ----- | ------------- | -------- | ---------------------------------- | --------------------------------------------------- |
|        | ½ Centavo    | 1885-1907 | Cu+Zn | 23,50         | 4,60     | Escudo de armas - año de acuñación | HALF CENT - Ramas de laurel - BRITISH NORTH BORNEO  |
|        | 1 Centavo    | 1882-1941 | Cu+Zn | 20,00         | 3,30     | Escudo de armas - año de acuñación | ONE CENT - Ramas de laurel - BRITISH NORTH BORNEO   |
|        | 2½ Centavos  | 1903-1920 | Cu+Ni | 24,50         | 4,90     | Escudo de armas                    | 2½ CENTS - STATE OF NORTH BORNEO - año de acuñación |
|        | 5 Centavos   | 1903-1941 | Cu+Ni | 28,10         | 7,30     | Escudo de armas                    | 5 CENTS - STATE OF NORTH BORNEO - año de acuñación  |
|        | 25 Centavos  | 1929      | Ag    | 18,00         | 2,80     | Escudo de armas                    | 25 CENTS - STATE OF NORTH BORNEO - año de acuñación |

## Billetes
Los billetes se emitieron en denominaciones de 25 y 50 centavos, 1, 5, 10 y 25 dólares. En el diseño de los billetes aparecen el escudo de armas o el monte Kinabalu.